# Hegyik
Hegyik, Hegyitelep románul: Dealu Caselor, falu Romániában, Erdélyben, Fehér megyében.

## Fekvése
Torockótól délkeletre fekvő település.

## Története
Hegyiek, Hegyitelep, Dealu casilor nevét 1888-ban említette először oklevél Hegyiek puszta (t) néven. A település korábban Felsőszolcsva  része volt.
További névváltozatai: 1909-ben Hegyiek, 1913-ban Hegyitelep.
1956-ban 240 lakosa volt, 1966-ban 213, 1977-ben 173, 1992-ben 132, 2002-ben pedig 113 román lakosa volt.